# حيماهيات
الحيماهيات (الاسم العلمي: Hydrobiidae) تُعرف باسم حلزون الوحل، فصيلة حيوانات كبيرة (العدد) عالمية الأنتشار من حلزونات المياه العذبة الصغيرة جدًا وتوجد أيضًا في المياه قليلة الملوحة.